# Hypostrymon asa
Espèce
Hypostrymon asa est une espèce de lépidoptères (papillons) de la famille des Lycaenidae, originaire d'Amérique centrale et d'Amérique du Sud.

## Nom vulgaire
Hypostrymon asa se nomme Asa Hairstreak en anglais.

## Description
L'imago d'Hypostrymon asa est un très petit papillon, d'une envergure d'environ 16 mm, aux antennes et aux pattes annelées de blanc et de noir, avec deux fines queues (une longue et une plus courte) à chaque aile postérieure.
Le dessus est brun suffusé de bleu clair métallisé.
Le revers est blanc avec une série de taches postdiscales jaunes, et aux ailes postérieures un gros ocelle jaune pupillé entre les deux queues.

## Distribution géographique
Hypostrymon asa est présente au Guatemala, à Panama, en Équateur, au Pérou, au Brésil et en Guyane,,,.

## Taxonomie
L'espèce actuellement appelée Hypostrymon asa a été décrite par le naturaliste britannique William Chapman Hewitson en 1868 sous le nom initial de Thecla asa.